# Cantó de Sant Martin de Londras

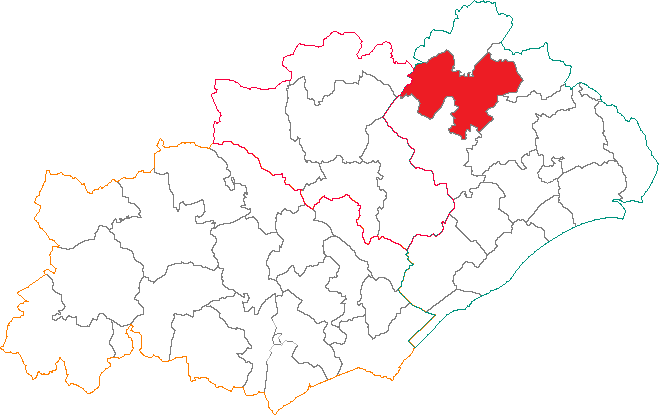
El cantó de Saint-Martin-de-Londres a l'Erau

El cantó de Saint-Martin-de-Londres és un cantó francès del departament de l'Erau, a la regió del Llenguadoc-Rosselló. Forma part del districte de Lodeva, té 10 municipis i el cap cantonal és Saint-Martin-de-Londres. Aquest cantó va ser transferit del districte de Montpeller a l'actual de Lodeva el dia 1 de novembre de 2009.

## Municipis
- Lo Causse de la Cèla
- Lo Castèl
- Londras
- Pegairòlas de Buòja
- Lo Roet
- Sant Andrieu de Buòja
- Sant Joan de Buòja
- Sant Martin de Londras
- Viòus en la Val
- Viòus lo Fòrt